# Москардо Итуарте, Хосе
Хосе́ Москардо́ Итуа́рте (исп. José Moscardó Ituarte; 26 октября 1878, Мадрид — 12 апреля 1956, Мадрид) — испанский военный деятель, генерал-капитан, начальник обороны Алькасара.

## Биография

### Военная служба
Москардо — профессиональный военный. Участвовал в колониальных войнах испанской монархии, служил на Филиппинах (1897—1898) и в Марокко (1909—1926). В 1929 году произведен в чин полковника и, как заслуженный ветеран, назначен директором школы для сирот в Толедо.
В 1931 году, после свержения монархии, республиканские власти устроили в армии «чистку», в ходе которой многие офицеры, отличившиеся в колониальных войнах, были понижены в чинах. В результате, Москардо из полковников вновь стал подполковником. После выборов 1933 года, на которых победили правоцентристские силы, Москардо был восстановлен в чине полковника и назначен в 1934 г. военным комендантом Толедо. В 1936 году являлся начальником военной школы в Толедо и должен был представлять Испанию в качестве делегата на Олимпийских играх 1936 года в Берлине.

### Начальник обороны Алькасара
18 июля 1936 года Москардо возглавил антиреспубликанский мятеж в Толедо (в рамках мятежа военных на всей территории страны под руководством Франсиско Франко и других генералов). Однако, республиканская милиция, имевшая подавляющее численное превосходство, вынудила Москардо и его сторонников занять оборону в Алькасаре — полукрепости-полудворце, находящемся на господствующей над городом возвышенности. В распоряжении Москардо оказалось 1300 мужчин (800 гражданских гвардейцев, 100 офицеров, 200 вооруженных активистов правых партий, 190 кадетов военной школы). Кроме того, в Алькасаре укрылись члены их семей — 550 женщин и 50 детей. Также в крепости находились заложники — гражданский губернатор Толедо с семьёй и около ста левых активистов.
Оборона Алькасара длилась 70 дней. Осаждённые страдали от нехватки продовольствия: его стало несколько больше после вылазки, в результате которой в соседнем зернохранилище удалось добыть две тысячи мешков зерна. Кроме того, в начале осады в Алькасаре находились 177 лошадей, которые также были использованы в пищу (исключая одного племенного жеребца). Вместо соли использовалась штукатурка со стен. В отсутствие священника погребальные обряды в крепости выполнял сам Москардо (по аналогии с капитаном корабля). На территории Алькасара демонстративно проводились парады, а в день Успения (15 августа) состоялась фиеста с танцами фламенко.
В сентябре республиканцы активизировали боевые действия, и 18 сентября им удалось взорвать одну из башен крепости. 20 сентября стены Алькасара были залиты горючей жидкостью и забросаны гранатами, но это не причинило крепости большого урона. 25 сентября была взорвана ещё одна башня. Однако, к тому времени франкистские войска генерала Варелы уже находились на расстоянии 15 километров от Толедо.
27 сентября Толедо был взят франкистами, устроившими кровавую расправу над попавшими к ним в плен республиканцами, в том числе ранеными. 28 сентября состоялся торжественный въезд в город генерала Варелы, который принял парад защитников Алькасара. Москардо приветствовал генерала и сказал ему, что рапортовать не о чём — «Всё нормально».
Оборона Алькасара во франкистской Испании была символом самоотверженного героизма. В 1939 году художник Игнасио Сулоага написал монументальную картину «Осада Алькасара».
В настоящее время в крепости находится военный музей, несколько залов которого посвящены событиям 1936.

### Полковник Москардо и его сын
Наиболее известным и трагическим эпизодом осады Алькасара стали события 23 июля. В этот день полковнику Москардо позвонил глава толедской милиции Кандидо Кабельо. Он потребовал от полковника сдачи Алькасара в течение десяти минут, пригрозив в случае отказа расстрелять находящегося в его руках сына Москардо — Луиса. Для подтверждения своих слов он передал последнему трубку. Состоялся следующий разговор. 

Сын: «Папа!» — Москардо: «Что там происходит, мой мальчик» — Сын: «Ничего особенного. Они говорят, что расстреляют меня, если Алькасар не сдастся». — Москардо: «Если это правда, то вручи свою душу Богу, крикни: „Да здравствует Испания!“ и умри как герой. Прощай мой сын, прими мой последний поцелуй.»

По другим сведениям, Москардо сказал сыну: 

«Сын мой, умри за Бога и за Испанию!»

После этого трубку снова взял командир милиции, которому Москардо заявил: «Ваш срок ничего не значит. Алькасар никогда не сдастся!», после чего повесил трубку. Сын полковника был расстрелян.
Существуют и другие варианты этого разговора, отличающиеся незначительными деталями. Однако, республиканские деятели утверждали, что этого телефонного разговора быть не могло, так как телефонная связь между городом и Алькасаром была отключена ещё 22 июля. Они заявляли, что эта история — часть франкистской пропаганды в ответ на сообщения о плохом обращении в Алькасаре с республиканскими заложниками. Однако, бывший в сентябре 1936 года в Толедо Михаил Кольцов утверждал, что в кабинете губернатора Толедо был телефон для связи с Алькасаром — и это опровергает информацию об отключенном телефоне.

Ведь у него в кабинете не снят телефон, прямой провод с Алькасаром! (…)Телефон оставлен «на случай пожелания мятежников сообщить о намерении сдаться».
М.Кольцов, «Испанский дневник», 11 сентября.

В то же время республиканцы не отрицали самого факта расстрела сына Москардо.

### После обороны Алькасара

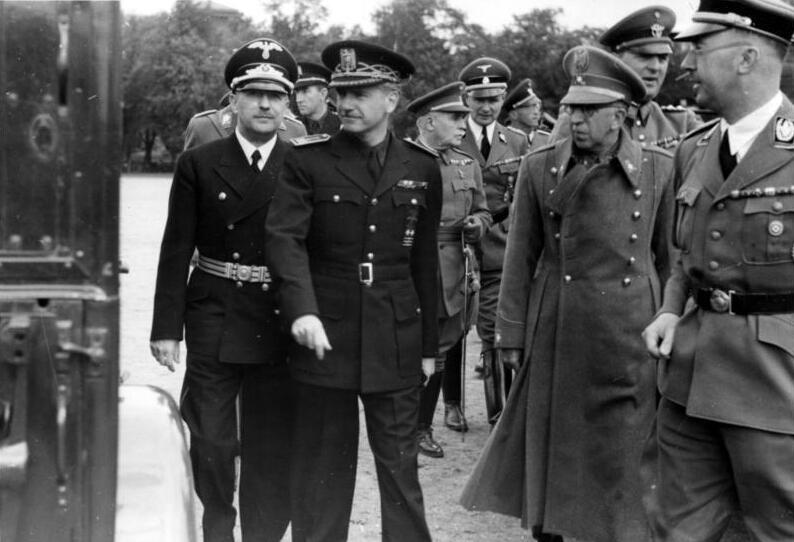
Октябрь 1940 г.
Германо-испанские переговоры.
Москардо (в шинели) вместе с Суньером, Гиммлером, Вольфом, Далюге

После освобождения Толедо полковник Москардо был произведён в генералы и назначен командиром дивизии «Сориа», во главе которой участвовал в битве при Гвадалахаре. В 1938 — командир Арагонского армейского корпуса, воевал в Каталонии.
После окончания гражданской войны был главой военного кабинета Франко (1939), командующим фалангистской милицией (1941), генерал-капитаном (командующим войсками) II и IV военных округов (Каталония и Андалузия). С 1939 — дивизионный генерал, затем генерал-лейтенант. Был президентом Олимпийского комитета Испании, прокурадором кортесов (депутатом парламента). Входил в состав Национального совета по образованию. Занимал почётный пост канцлера учреждённого Франко имперского ордена «Ярмо и стрелы» (назван в честь древних символов Арагона и Кастилии).
В 1944 г. отбил неудачную попытку республиканских партизан прорваться через Валь-д’Аран в Льейду.
В 1948 году Франко присвоил Москардо титул графа Алькасара де Толедо (es:Conde del Alcázar de Toledo), что сделало его грандом Испании. С 1972 г. носителем титула является его внук Хосе Луис Москардо-и-Моралес-Вара-дель-Ре.
Генерал умер в 1956 году и был погребён в самом Алькасаре, среди 124 погибших во время обороны франкистов. Посмертно ему было присвоено звание генерал-капитан (высшее в Испании).

### Спортивная деятельность
Хосе Москардо был страстным футболистом. Был тренером испанской футбольной команды на Олимпийских играх 1948 г. (Лондон) и 1952 г. (Хельсинки). В 1947 г. по его настоянию футбольной команде Мадрида был возвращён традиционный красный цвет формы, который у команды отобрали в 1939 г., чтобы избежать ассоциаций с республиканцами.